# Almeda Star
Die Almeda Star (I) war ein 1927 in Dienst gestelltes Passagierschiff der britischen Reederei Blue Star Line, das für den Transatlantikverkehr gebaut wurde und Passagiere, Fracht und Post von England nach Südamerika brachte. Sie war das größte Passagierschiff, das die Blue Star Line je in Dienst stellte. Am 17. Januar 1941 wurde das Schiff, das nicht in einem Konvoi fuhr, im Nordatlantik von dem deutschen U-Boot U 96 torpediert und versenkt. Alle 360 Passagiere und Besatzungsmitglieder kamen dabei ums Leben. Sie war das größte Schiff, das U 96 in seiner Dienstzeit versenkte und das größte Schiff, das die Blue Star Line während ihrer gesamten Bestehenszeit verlor.

## Das Schiff
Die Almeda Star wurde 1926 auf der Werft Cammell, Laird & Company in der englischen Stadt Birkenhead gebaut. Sie war das erste eines Quintetts von Schwesterschiffen, die die 1911 gegründete britische Schifffahrtsgesellschaft Blue Star Line in Auftrag gab. Ihre Schwesterschiffe waren die Andalucia Star (1927) mit 14.934 BRT, die Arandora Star (1927) mit 14.694 BRT, die Avelona Star (1927) mit 13.376 BRT und die Avila Star (1927) mit 14.443 BRT. Die Gruppe von Schwesterschiffen wurde allgemein The Luxury Five („Die luxuriösen fünf“) genannt.
Das Schiff lief am 29. Juni 1926 unter dem Namen Almeda vom Stapel und wurde erst am 7. Mai 1929 in Almeda Star umbenannt. In jenem Jahr wurden die fünf Schiffe umgebaut, vergrößert und bei allen wurde das Wort „Star“ im Namen ergänzt. 1935 wurde der Rumpf der Almeda Star verlängert, somit erhöhte sich auch der Rauminhalt von bisher 12.848 BRT auf 14.935 BRT. Außerdem wurde der Bug nach der Maierform-Bauart umgestaltet. Am 22. Dezember 1940 wurde der Dampfer während eines Luftangriffs der Deutschen auf Liverpool beschädigt. Die Almeda Star wurde nach Ausbruch des Zweiten Weltkriegs nicht von der britischen Admiralität zum Kriegseinsatz eingezogen. Sie war weiterhin im regulären Passagierverkehr tätig.

## Versenkung
Mitte Januar 1941 lief die Almeda Star zu einer weiteren Überfahrt von Liverpool nach Südamerika aus. Ziel waren Trinidad, Río de la Plata und Buenos Aires. Das Kommando hatte der 61-jährige Kapitän Harry Cecil Howard. An Bord befanden sich 166 Besatzungsmitglieder und 194 Passagiere (insgesamt 360 Personen). Das Schiff fuhr nicht in einem Konvoi. Um 5.08 Uhr morgens am Freitag, dem 17. Januar 1941, sichtete das deutsche U-Boot U 96, das sich unter dem Kommando von Heinrich Lehmann-Willenbrock auf seiner zweiten Feindfahrt befand, das westwärts dampfende Schiff. Er befand sich 35 Meilen nordöstlich der Felseninsel Rockall und 350 Meilen westlich der Hebrideninsel Lewis.
Das U-Boot begann einen Angriff auf den Passagierdampfer, der sich über zweieinhalb Stunden hinzog. Um 7.10 Uhr schoss U 96 einen G7-Torpedo auf die Almeda Star, der das Schiff aber verfehlte. Die Almeda Star antwortete mit Geschützfeuer auf den Angriff des U-Boots, das daraufhin gezwungen war, zu tauchen. Um 7.45 Uhr erfolgte der zweite Torpedoangriff. Die Almeda Star wurde mittschiffs getroffen und ließ die Maschinen stoppen. Als das Schiff nach zwei Fangschüssen um 8.05 Uhr und 9.07 Uhr immer noch nicht sank, tauchte U 96 wieder auf und eröffnete das Feuer auf die Almeda Star. Obwohl man an Bord des U-Boots sehen konnte, dass sich Passagiere an Deck versammelten und die Rettungsboote zum Herablassen vorbereitet wurden, wurde das Schiff zwischen 9.32 Uhr und 9.48 Uhr von 15 Granaten aus der Deckskanone getroffen. An Bord der Almeda Star brach daraufhin an mehreren Stellen Feuer aus.
Um 9.55 Uhr wurde ein letzter Torpedo abgefeuert, der das Vorschiff des Dampfers traf. Die Almeda Star sank in nur drei Minuten. Sieben Schiffe trafen am Unglücksort ein und suchten nach Überlebenden, doch es wurde niemand mehr lebend gefunden. Alle 360 Passagiere und Besatzungsmitglieder waren ums Leben gekommen.
Auch die vier Schwesterschiffe der Almeda Star wurden im Zweiten Weltkrieg von deutschen U-Booten versenkt. Die Andalucia Star sank am 7. Oktober 1942 vor Fremantle (vier Tote), die Arandora Star am 2. Juli 1940 an der Nordwestküste Irlands (805 Tote), die Avila Star am 5. Juli 1942 vor den Azoren (84 Tote) und die Avelona Star am 30. Juni 1940 vor Land’s End an der Küste von Cornwall (ein Toter). 1976 stellte die Blue Star Line ein zweites Schiff namens Almeda Star in Dienst, ein 9784 BRT großes Kühlschiff, das bis 2001 im Dienst war.